# Lake Mburo National Park
Lake Mburo National Park je národní park, který se nachází na západě Ugandy.

## Poloha
Lake Mburo National Park leží v kraji Kiruhura v Západním regionu Ugandy. Park s nachází 30 kilometrů (po silnici) východně od Mbarary. Vzdálenost od hlavního města Kampaly je přibližně 240 km (po silnici).

## Přehled
Park obývá spousty druhů zvířat, jako jsou zebry, hroši, impaly, prasata Phacochoerus, antilopy losí, buvoli afričtí, šakali, levharti afričtí a více než 300 druhů ptáků. Se svými 260 čtverečními kilometry se jedná o nejmenší savanský národní park v Ugandě.